# ستيفان هيسيل

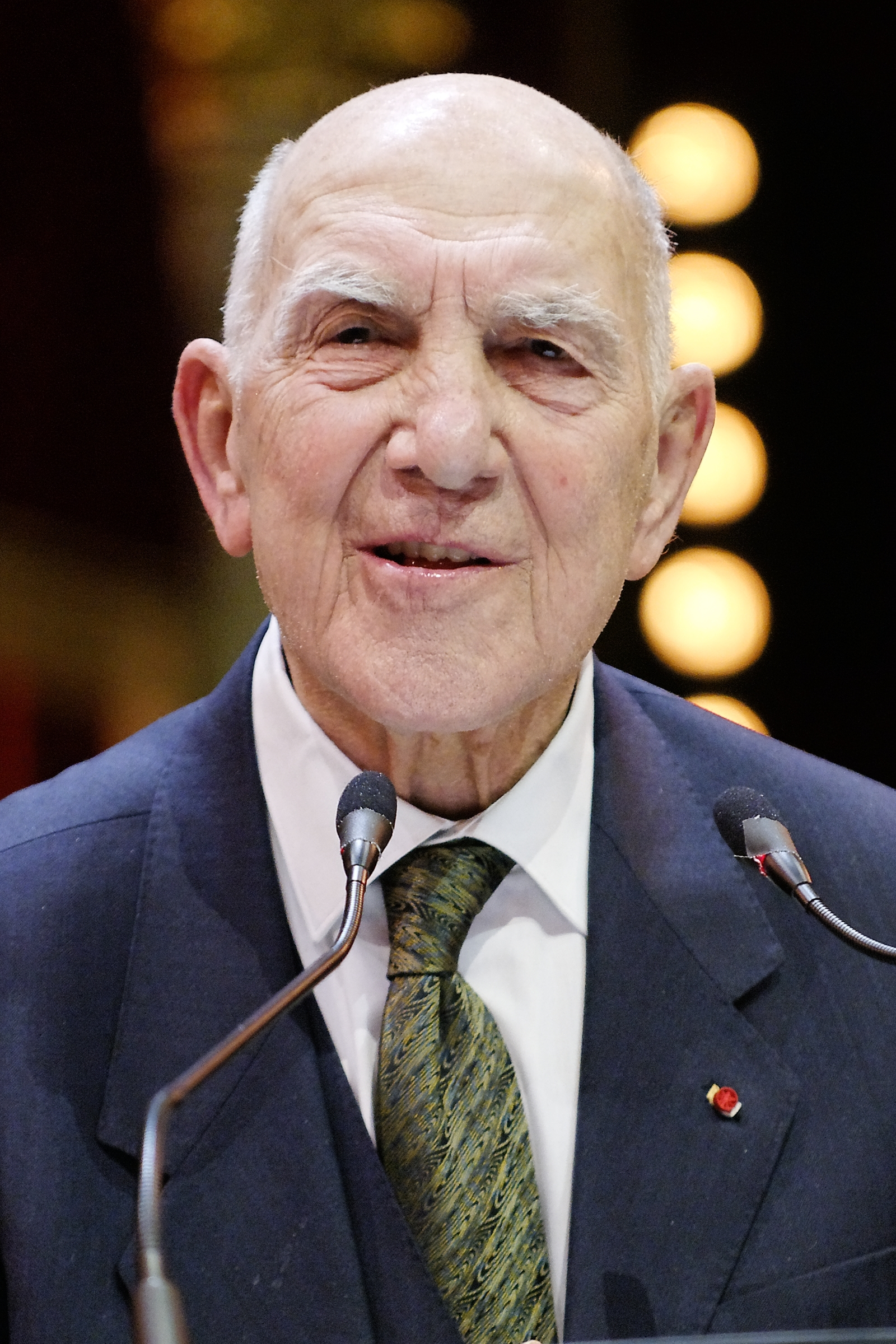
Stéphane Hessel

ستيفان هيسيل (بالفرنسية: Stéphane Frédéric Hessel، ولد 20 أكتوبر 1917، توفي 27 فبراير، 2013) هو كاتب وشاعر ودبلوماسي فرنسي، من مواليد برلين لأب يهودي من أصل بولندي وأم بروتستانتية ألمانية، شارك في صياغة لائحة حقوق الإنسان التي صدرت من الأمم المتحدة بعد نهاية الحرب العالمية الثانية، وهو سليل عائلة من الأدباء والمثقفين والفنانين، كما كرّس والده، فرانز هيسيل فترة شبابه في ترجمة الرسائل واللغات اليونانيَّة القديمة.
غادرت العائلة ألمانيا إلى فرنسا في عام 1924. أبوه هو الكاتب فرانتس هيسل. شارك في صفوف المعارضة الفرنسية ضد القوات النازية الألمانية، ووقع في الأسر وحكم عليه بالإعدام إلا أن تزويرًا لهويته، بإعطائه هوية رجل مات حديثًا هو الذي أنقذه من الموت.
أشهر كتبه «وقت الغضب» الذي ينتقد فيه السياسات الإسرائيلية ويدعو للمساواة في المعاملة بين الفلسطينيين والإسرائيليين.

## التوجه الفكري
ذاق مرارة الظلم مُذ كان طفلا، ما أورثه سخطًا وتبرمًا بجميع أشكال الخنوع، دفعه إلى المشاركة في صياغة (مسودة الإعلان العالمي لحقوق الإنسان)، ورغم نشأته وسط العادات والتقاليد اليهوديَّة القديمة القائمة على حق إقامة وطن قومي لليهود، خاصة بعد نجاته من «المحرقة النازية»، دافع كثيرًا عن القضية الفلسطينيَّة، كما أصبح لسان حال المستضعفين في فرنسا.

## النشأة والنضال
حصل على البكالوريا، ثم شهادة المدرسة العليا للأساتذة، وانتقل إلى فرنسا مع أسرته التي هاجرت سنة 1925 ليتابع دراسته بضاحية باريس.
وفي أثناء الحرب العالميَّة الثانية، انضمَّ للجيش الفرنسي، لكنه فرَّ منه عقب الاحتلال سنة 1940 ليلتحق بالجنرال ديجول والمقاومة بلندن عام 1941، حيث تدرَّب على القتال الجوي، إلى أن اعتقلته السلطات النازية خلال قيامه بأحد المهام الاستخباراتيَّة، وتم إرساله إلى المحرقة، لكنه تمكّن من الفرار ليصل هذه المرة إلى هانوفر ومنها إلى باريس.
يشير هيسيل إلى أن أهم شيء لفت انتباهه خلال زيارته للأراضي الفلسطينية المحتلة هو: قدرة الفلسطينيين على التأقلم مع كل الأوضاع الصعبة، بروح من الدعابة والخفة، وامتلاكهم قدرة مذهلة على تحدي الأوضاع الكارثيَّة، والظلم الإسرائيلي الذي لا يزال مستمرًّا منذ أكثر من 60 عامًا بدعم من الولايات المتحدة الأمريكيَّة.

## التحدي
بسبب مواقفه الداعمة للفلسطينيين، لم تتورعْ إسرائيل والمنظمات الصهيونيَّة في شنّ حملة إعلاميَّة ضده، والتضييق عليه إعلاميًّا، واتهامه بالخَرَف؛ لكبر سنِّه، والمطالبة بسحق لسانه، باعتباره «أفعى سامَّة»، كما فعل الكاتب الفرنسي أندريه تاجييف، مدير أبحاث في المركز القومي للبحث العلمي بفرنسا وأحد المتعصبين لإسرائيل. [أين المصدر؟]
وقد جرَّ ضميره، الذي تبنى الدفاع القضية الفلسطينيَّة، الكثير من المشكلات، وأدخله في قلب معركة شرسة ضدّ إسرائيل، بعد أن كان أحد المصفقين لقيام دولتها في 1948، ووضعه في المواجهة مع الإعلام الغربي الذي لم يتورعْ عن أن يفرض حوله سياجًا سميكًا لبناتُه مكونة من تهم "معاداة السامية"، ليجد نفسه في النهاية متهمًا، بحاجة إلى الدفاع عن نفسه. [أين المصدر؟]

## مؤلفات
لهيسيل العديد من المؤلفات والمقالات السياسيَّة، التي تحثّ في معظمها على الغضب والثورة ضد المجتمع، ككتاب:
- وداعًا للشجاعة (Courage et au revoir !)،
- مواطن بلا حدود (Citoyen sans frontières)
- عبروا عن استنكاركم ((Indignez - vous الذي حقق نجاحًا غير مسبوق رغم تجاهل كبريات وسائل الإعلام الفرنسية له في البداية، نظرًا لموقفه المساند لحق الشعب الفلسطيني.

## روابط خارجية
- ستيفان هيسيل على موقع IMDb (الإنجليزية)
- ستيفان هيسيل على موقع مونزينجر (الألمانية)
- ستيفان هيسيل على موقع ألو سيني (الفرنسية)
- ستيفان هيسيل على موقع ديسكوغز (الإنجليزية)
- ستيفان هيسيل على موقع قاعدة بيانات الفيلم (الإنجليزية)
- ستيفان هيسيل على موقع كينوبويسك (الروسية)